# Pristimantis pataikos
Pristimantis pataikos är en groddjursart som först beskrevs av William Edward Duellman och Jennifer B. Pramuk 1999.  Pristimantis pataikos ingår i släktet Pristimantis och familjen Strabomantidae. IUCN kategoriserar arten globalt som sårbar. Inga underarter finns listade i Catalogue of Life.